# 佩德罗阿韦利努
佩德罗阿韦利努（葡萄牙語：Pedro Avelino）是巴西北大河州的一个市镇。总面积952.688平方公里，总人口5463人，人口密度5.7人/平方公里。